# José Mármol (Buenos Aires)
José Mármol is een plaats in het Argentijnse bestuurlijke gebied Almirante Brown in de provincie Buenos Aires. De plaats telt 40.612 inwoners.